# Ricardo Semler
Ricardo Semler (* 1959 in São Paulo) ist ein brasilianischer Unternehmer. Er ist Geschäftsführer und Mehrheitseigner von Semco S/A, einem brasilianischen Unternehmen, das durch seine radikale Demokratisierung bekannt geworden ist.
Unter Semlers Leitung stieg der Umsatz von 4 Millionen US-Dollar im Jahr 1982 auf 212 Millionen 2003 (eine Steigerung von 21 % p. a.). Die Anzahl der Beschäftigten stieg von 90 auf 3000. Semlers Management-Methoden haben weltweit großes Interesse gefunden.
1990 wählte das Wall Street Journal Ricardo Semler zum lateinamerikanischen Geschäftsmann des Jahres, 1990 und 1992 wurde er auch brasilianischer Geschäftsmann des Jahres.
Semler war Vizepräsident der Federation of Industries of Brazil und im Vorstand von SOS Atlantic Forest, Brasiliens bedeutendster Umweltschutzorganisation. 2003 gründete er die erste demokratische Schule Brasiliens, die Lumiar School.
Ricardo Semlers erstes Buch Virando a própria mesa (Engl.: Maverick) wurde zum am meisten verkauften Sachbuch in der Geschichte Brasiliens und wurde in 23 Sprachen übersetzt. Es beschreibt sein Führungsmodell und ist unter dem Titel „Das Semco System“ 1993 erstmals in deutscher Sprache erschienen.